# Diplosoma retroversum
Diplosoma retroversum är en isörtsväxtart som först beskrevs av Kensit, och fick sitt nu gällande namn av Schwant. Diplosoma retroversum ingår i släktet Diplosoma och familjen isörtsväxter. Inga underarter finns listade i Catalogue of Life.